# 笹井醇一
笹井 醇一（ささい じゅんいち、1918年〈大正7年〉2月13日 - 1942年〈昭和17年〉8月26日）は、日本の海軍軍人。海兵67期。戦死による二階級特進で最終階級は海軍少佐。太平洋戦争（大東亜戦争）におけるエース・パイロット。

## 生涯

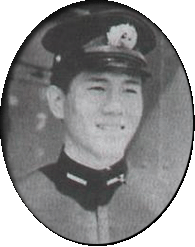
少尉候補生時代

東京府東京市赤坂区青山で海軍造船大佐の父・賢二と母・久栄の長男として生まれる。姉と妹がいた。本籍及び住所は淀橋区上落合。大西瀧治郎（海軍中将）は叔父（笹井の母・久栄の妹である淑恵が、大西の妻）。
笹井は生後10カ月のとき、肺炎にかかった。父の転勤に伴い、赤坂区青南小学校（現・港区立青南小学校）など6校の小学校を経て、東京府立一中（現・都立日比谷高校）に進む。講道館柔道二段。1936年（昭和11年）4月、海軍兵学校67期に入校。笹井は、その旺盛な闘争心から同期生から「軍鶏」というあだ名を付けられた。1939年（昭和14年）7月、同校卒業、少尉候補生として練習艦隊に出発。重巡洋艦利根乗組を経て、1940年（昭和15年）5月、海軍少尉任官。
1940年（昭和15年）11月、第35期飛行学生となる。戦闘機搭乗員となり、大分空で延長教育を受ける。先任教員の中島三教一飛曹（支那事変の撃墜王）から学んでいる。1941年（昭和16年）11月、同教程修了。

### 比島・蘭印方面

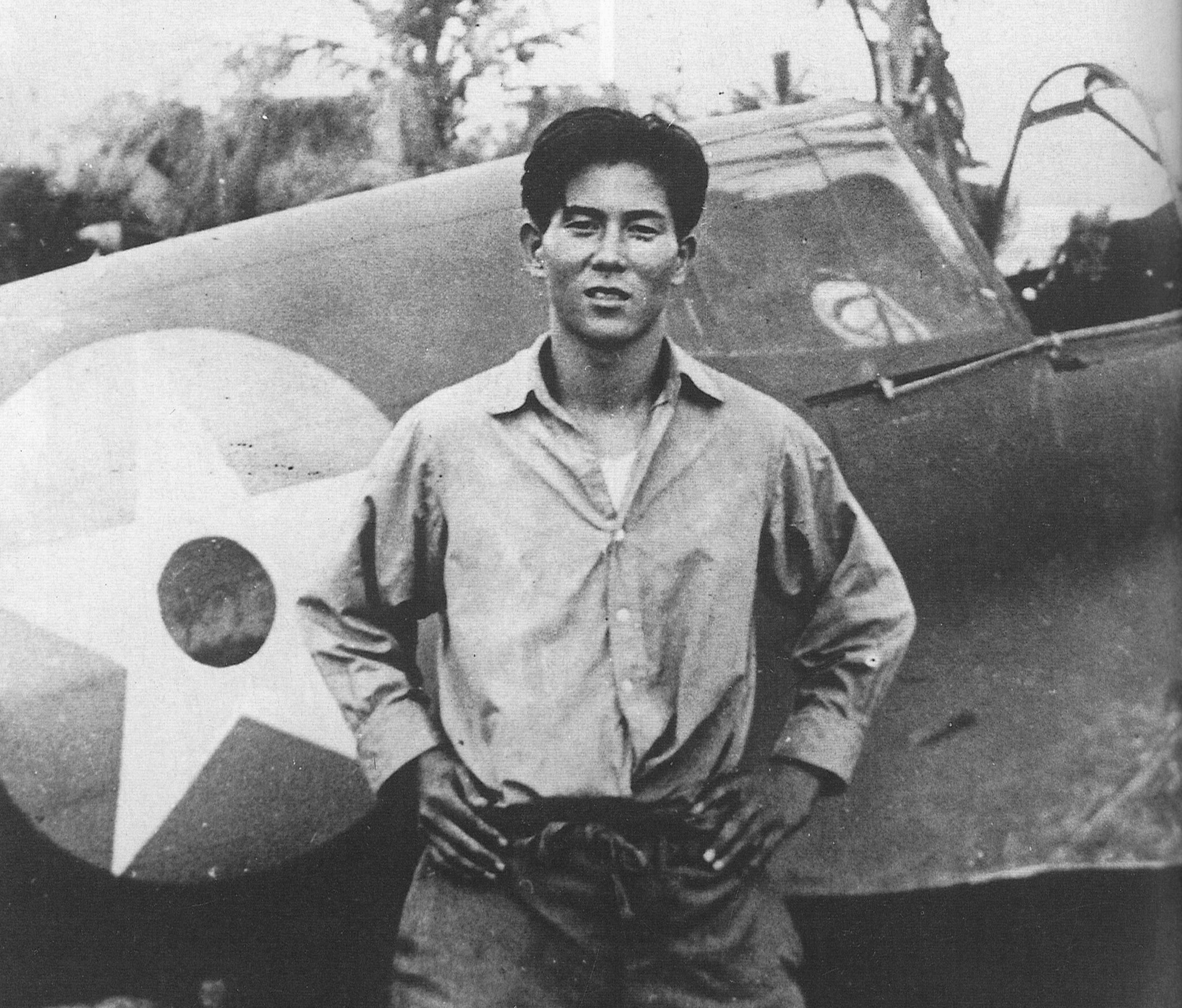
墜落したP-40の前に立つ笹井

1941年（昭和16年）11月、台南航空隊（台南空）着任。1941年（昭和16年）12月8日太平洋戦争が開戦。台南空は比島航空撃滅戦に参加。開戦日の笹井は戦闘には参加せず上空哨戒の任務を行う。12月10日、フィリピン・クラーク空軍基地攻撃に参加する予定だったが、このときはエンジン不調で台南基地に引き返した。12月13日、鹿屋空のニコルス攻撃を支援後、マニラ周辺の飛行場も銃撃し、笹井は初の戦闘を経験する。
1942年（昭和17年）1月29日、蘭印タラカン基地を発進した笹井中尉指揮の5機（笹井中尉、石原二飛曹、西山一飛／上平一飛曹、大正谷三飛曹）は、ボルネオ島バリクパパン泊地上空で、米陸軍第7爆撃大隊他のボーイングB-17フライングフォートレス4機と交戦、笹井機は35発被弾した。笹井は、敵機は「白煙吐くも撃墜には至らず」と報告したが、戦後の照合では、うち1機（機長：スタンリー・ロビンソン少佐）が攻撃で尾翼を破壊され、飛行不能となって海面に激突しており、笹井らによる共同撃墜であった。
1942年2月3日、バリクパパン基地を発進した笹井はジャワ島マオスパティ基地攻撃で蘭印軍のブルースターF2Aバッファロー戦闘機の協同撃墜を報告。2月21日、高雄空の一式陸上攻撃機21機を護衛のため、バリ島デンパサール基地より、零戦6機（笹井中尉、上平一飛曹、石原二飛曹／宮崎飛曹長、篠原二飛曹、本吉一飛）の指揮官として出撃した。スラバヤ上空で、迎撃のカーチスP-40ウォーホーク戦闘機16機を優位な高度から奇襲。笹井中尉は、うち1機撃墜（米陸軍第17追撃航空隊のジョージ・ハインズ中尉機またはウォーリー・ホスキン中尉機）を報告、スラバヤ港爆撃の陸攻隊全機無事帰還に成功する。

### ラバウル方面

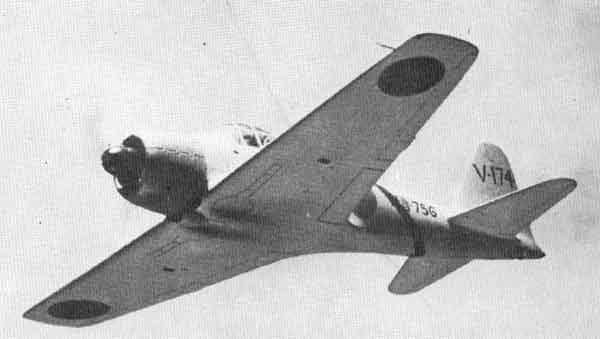
"V-174", 台南航空隊の零戦三二型（A6M3）

1942年4月1日、台南空は新編の第25航空戦隊に編入され、笹井ら隊員は小牧丸でラバウルに移動する。笹井は、移動中に書いた手紙に「四月一日の異動で士官搭乗員、隊長、分隊長以下の全部が内地方面に帰ってしまい開戦以来の居残りは私一人で大きな顔をしております。然し始めから生死をともにした隊長や或は自分の手足としていた列機が全部居なくなり稍々淋しい気にならん事はないのですが」「大分実戦の経験も積んだし今度は思う存分やれると思います。」と書いている。
4月16日、台南空はニューブリテン島のラバウルに進出。17日、笹井中隊はラバウルの前進基地となるニューギニア島東部のラエ基地に進出。この基地から連合軍最前線のポートモレスビー基地まで零戦で片道45分の至近距離であり、5月から7月にかけて台南空は、ポートモレスビー攻撃、連合軍のラエ基地爆撃の邀撃を行った。4月18日、ラバウル基地上空で米陸軍第33爆撃飛行隊マーチンB-26マローダー爆撃機を単機で迎撃し、左エンジンを発火させ、同機種の撃墜を報告した。照合によると、ウィリアム・ガーネット大尉を機長とする機体で被弾により左エンジンが発火して撃墜されており、同機の撃墜は世界初であった。
5月25日、ラエ基地上空で米陸軍第3爆撃大隊のノースアメリカンB-25ミッチェル爆撃機5機の協同撃墜を報告。5月28日、米陸軍第33爆撃飛行隊のB-26爆撃機6機編隊をラエ基地上空で発見し、笹井は哨戒中の坂井小隊と邀撃。B-26爆撃機1機（機長：スピアーズ・ランフォード中尉）の共同撃墜、2機の発火を報告。6月1日、ポートモレスビー攻撃で、同基地5千メートル上空で、米陸軍第35戦闘飛行隊のベルP-39エアラコブラ戦闘機（ジェントリー・プランケット中尉機）の撃墜を報告。8月2日、ブナ泊地上空で米陸軍第28爆撃飛行隊ボーイングB-17フライングフォートレス爆撃機（機長：ウィリアム・ワトソン中尉）の笹井中隊（笹井中尉、太田一飛曹、茂木三飛曹／高塚飛曹長、松木二飛曹、本吉一飛／坂井一飛曹、西浦二飛曹、羽藤三飛曹）による協同撃墜。
1942年8月7日、米軍ガダルカナル島上陸の報を受け、上陸支援の米機動部隊の攻撃に向かうこととなった四空の一式陸上攻撃機27機護衛のため、台南空零戦18機（うち1機は引き込み脚の故障で離陸直後に引き返したため、戦闘参加は17機）の第三中隊長として笹井はラバウルから出撃。空母サラトガより発鑑した米海軍VF-5航空隊のグラマンF4Fワイルドキャット戦闘機8機、空母エンタープライズより発艦したVF-6航空隊のF4F戦闘機14機と交戦し、台南空は迎撃戦闘機22機中9機を撃墜、5機を撃破。笹井中隊はラバウルへの帰途、空母エンタープライズより発艦したゴードン・ファイヤボー中尉指揮のF4F戦闘機6機編隊とサンタイサベル島南端上空で交戦。うち2機（ゴードン・ファイヤボー中尉機、ウィリアム・ウォーデン准尉機）を、二番機の太田一飛曹と協同で撃墜。
台南空の先任下士官であった坂井三郎によれば、同戦闘でダグラスSBDドーントレス急降下爆撃機の旋回機銃斉射を受けて重傷を負い、治療のため内地に帰還する際に、笹井から「貴様と別れるのは、貴様よりもつらいぞ」と言われ、咆哮する虎の姿が浮き彫りにされたベルトバックルを引きちぎり、「これはな、俺の親父がこの戦争が始まった時、わざわざあつらえて俺たち3人の兄弟にくれたんだ。虎は千里を行って千里を帰る、という縁起だ。だから貴様も、千里の内地へいって、治してからもういっぺん帰ってこい。いいか、待ってるぞ。」と言って見送られたという。また、がっかりするだろうからという理由で笹井の戦死は半年間、坂井に知らされなかったが、自分がついていたらきっと殺さなかったのにと地団太踏む思いがしたという。坂井が軍で禁止されていた麻薬を混ぜたカナカタバコを吸い、他の下士官たちにもそれを配っていたところを笹井に見つかった時は、「それはカナカじゃないか。それを吸ってはいけないことぐらい知っているだろう。それには阿片が入っているんだぞ」と注意受け、坂井が注意を聞かないと、笹井はタバコをいっぱい詰めた箱を持ってきて、「みんなで分けろ。あんなくだらんタバコは捨てろ」と問題を収拾したこともあったという。
8月9日、再度ガダルカナルに出撃。11日、ニューギニア島東端のミルン湾、ラビに初出撃。ラビ飛行場上空が、厚い雲に覆われていたため、陸攻隊は引き返したが、笹井は自らの判断で、6機（笹井中尉、米川二飛曹、羽藤三飛曹／太田一飛曹、松木二飛曹、遠藤三飛曹）を率いて、雲の下の飛行場に突入。雲下で待ち受けていた豪空軍第75、76航空隊のP-40キティホーク、22機と、低空での激しい格闘戦の末、うち4機を撃墜し、笹井中隊は全機ラバウルへ帰還。
8月14日、内地の両親に宛てた最後の手紙に笹井は、「私の撃墜も今54機、今月か来月半ばまでにはリヒトホーヘンを追い抜けるつもりでおります。私の悪運に関しては、絶対で百何回かの空戦で被弾はたった2回というのを見ても、私には敵弾は近づかないものと信じています」と書いている。
8月7日以降、台南空は、ラバウル、ガダルカナル間の往復2千キロ以上、零戦の狭い操縦席で往復7-8時間の過酷な飛行を伴う戦闘を余儀なくされ、一方で米海兵隊戦闘機隊が8月20日にガダルカナル飛行場に進出。同島上空の制空権を確保され、戦況は大きく変化していた。
8月21日、笹井中隊6機（笹井中尉、米川二飛曹、羽藤三飛曹／高塚飛曹長、松木二飛曹、吉村一飛）は、ガダルカナル飛行場北西のサボ島南岸、高度4千メートル上空で、前日、同飛行場に進出したばかりで、上空哨戒中の米海兵隊VF-223航空隊のF4F戦闘機4機と交戦。ジョン・スミス少佐(後の19機撃墜のエース)以下4機にとっては初の実戦であった、笹井中隊6機による高度差150メートル優位からの一撃でグラマンF4F全4機が被弾。しかし4機とも直ちにガダルカナル飛行場の方向へ離脱したため、ラバウルまでの帰りの燃料を考慮し追撃はせず、スミス少佐を含めた4機は大破した2機も含めて飛行場に帰還し、人的損害はなかった。笹井中隊は無傷でラバウルに帰還する。8月23日、25日もガダルカナルへ出撃。同島上空に達するも、共に会敵せず。

### 最期の戦闘

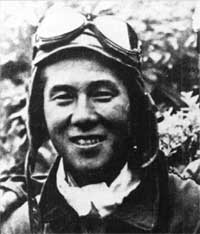
最期となる1942年の笹井のスナップ

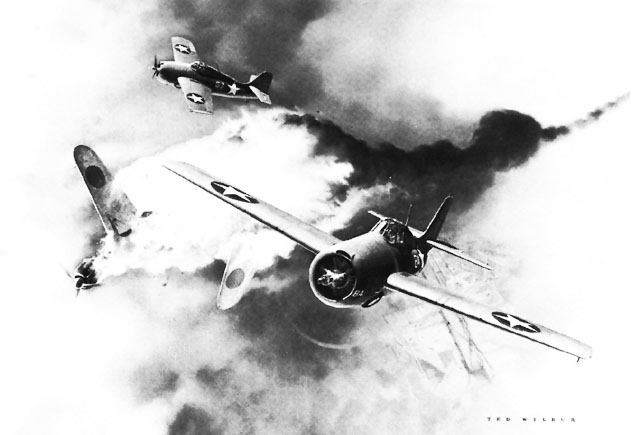
ヘンダーソン基地上空でF4F-4ワイルドキャットに撃墜される零戦ニ一型（A6M2b）のイラスト

8月26日、笹井は陸攻16機（木更津空8機、三沢空8機）援護の零戦9機の指揮官として出撃。6時43分、ラバウルを離陸。コースト・ウォッチャーズからの事前通報を受け、迎撃の米海兵隊のグラマンF4F戦闘機12機は、9千メートルと十分な高度をとって待ち伏せ。10時10分、戦爆編隊25機が、ガダルカナル飛行場手前のルンガ海峡上空7千メートルを進入したところ、F4F戦闘機の高高度からの急降下一撃を受け、乱戦へ。反撃のなかで、笹井中尉は、米海兵隊撃墜王のマリオン・カール大尉を単機で追尾。カール大尉がガダルカナル飛行場への着陸操作に入ったところを狙っての奇襲の一撃は対空砲火援護にて、撃墜寸前に回避される。敵基地上空への単機突入という危険極まりない状況から、察知された時点で離脱するのが常道のところ、笹井は反転再攻撃。米海兵隊員数百人の眼前における低空での壮絶な一騎討ちで、笹井はカール大尉機を失速、墜落寸前まで追い込む。零戦に優位な縦の上昇運動に引き込み、笹井機は攻撃位置確保寸前、逆にカール機による機首を激しく持ち上げつつの前下方射撃を受けて、飛行場至近の海岸線上空で撃墜された。急上昇中に射弾を受けた瞬間、爆発を起こした機体の破片は、海岸線に四散したが、後日、笹井機の酸素ボンベが海岸に打ち上げられ、カール大尉のもとに届けられたという。
当時、ラバウル基地にあった報道班員の吉田一によると、いくら待っても笹井機が戻らぬなか、基地全体が、まるで笹井と共に息をひきとったかのような哀愁につつまれていたという。この日、台南空司令の斎藤正久大佐が、西日傾くまで飛行場に立ち続け、またこの夜、若い搭乗員が、指揮所裏に生えたジャスミンの木の、夜目にも白い花の下で、飛行服の袖に顔を埋めてすすり泣いていたのを目撃したという。この晩、笹井の未帰還を知らない従兵が、宿舎食堂のいつもの場所に笹井のはし箱を並べたのをみて、この日、笹井指揮下の第三小隊長として出撃して帰還した高塚寅一飛曹長が、「笹井中尉は、めしを食わんといっとったぞ」と叫び、続けて「おい、笹井中尉のはし箱はな、あしたから、俺が使うぞ。その代わりにな、俺のはし箱は貴様にやるから、あしたから使え」と泣き出しそうな表情をして言っていたという（高塚飛曹長も9月13日のガダルカナル攻撃で未帰還となる）。
カール大尉（18.5機撃墜のエース）は、この8月26日の笹井との一騎討ちに大きな印象を残しており、特に米国本土帰還後の訓練教官時代に、折に触れて、この勇敢な零戦パイロットとの一騎討ちを引き合いに出し、着陸時といえども戦闘態勢を解くな、最後の最後まで絶対に気を抜くな、いかに不利な状況に追い込まれても絶対にあきらめず、直ちに機位を立て直せ、と戦闘機訓練生に強調していたという。
笹井は連合艦隊告示36号で、「第251海軍航空隊付（改称後の台南空）　海軍中尉笹井醇一　戦闘機隊指揮官又は中隊長として比島、東インド及び東部「ニューギニア」方面等の作戦に従事し戦闘参加76回単独敵機27機を撃墜し友軍機と協同敵飛行機187機撃墜16機炎上25機を撃破せり」（昭和18年11月21日）と布告されている。海兵出身者の公認撃墜数では最高である。戦死と認定され海軍少佐に二階級特進。墓は父と同じ多磨霊園(18-1-7-2)にある。戦後書かれた戦記小説では「ラバウルの貴公子」、「ラバウルのリヒトホーフェン」と称された。